# Olga Oléinik
Olga Oléinik (rus: Ольга Арсеньевна Олейник)  (Matusiv, 2 de juliol de 1925 - Moscou, 13 d'octubre de 2001) va ser una matemàtica soviètica que va realitzar un treball pioner en la teoria d'equacions diferencials parcials, la teoria de medis elàstics fortament homogenis, i la teoria matemàtica de les capes límit.

## Biografia
L'any 1947 es va graduar a la Universitat Estatal de Moscou, i al 1954 va obtenir el doctorat a la mateixa universitat. Va ser estudiant d'Ivan Petrovski, considerat un dels fundadors de la teoria moderna d'equacions diferencials en derivades parcials. Va estudiar i va treballar a la Universitat Estatal de Moscou.
El seu treball de recerca versa sobre els següents temes: geometria algebraica i teoria d'equacions diferencials parcials. La seva recerca s'aplica a diversos problemes, principalment la teoria d'elasticitat i la teoria de les capes límit.
Va formar un important grup especialitzat en Equacions en Derivades Parcials. Des de l'inici de la seva carrera va explorar les aplicacions en l'elasticitat i en diferents aspectes del flux dels fluids, inclosos la dinàmica dels gasos compressibles i l'equació de filtració del flux en mitjans porosos. Així mateix, va realitzar importants contribucions en la teoria de les lleis de conservació hiperbòliques, teoria que en aquells moments estava en les beceroles. Va desenvolupar el que avui en dia es coneix com a condició d'entropia d'Oleinik, per unicitat de solucions de l'equació escalar. Al final de la seva carrera, també va demostrar interès en altres àrees com el problema de Stefan.
És autora de més de 370 publicacions matemàtiques i de 8 monogràfics. Així mateix, va ser una professora amb una trajectòria molt activa, que va tutoritzar 57 tesis doctorals.

## Premis i reconeixements
Alguns dels premis que va rebre van ser:
- 1952: Premi Txebotariov
- 1964: Premi Lomonosov
- 1981: Doctora Honoris Causa, Universitat de Roma La Sapienza
- 1983: Triada membre honorària de la Reial Societat d'Edimburg
- 1985: Laurea honoris causa, juntament amb Fritz John, per la Universitat de Roma La Sapienza[3]
- 1988: Triada membre de l'Acadèmia Nazionale dei Lincei
- 1988: Premi de l'Estat
- 1990: Triada membre de l'Acadèmia de Ciències de Rússia
- 1995: Premi Petrovski
- 1995: Premi de l'Acadèmia de Ciències de Rússia
- 1996: Conferenciant Noether de la Association for Women in Mathematics